# Апненик-при-Боштаню
Апненик-при-Боштаню (словен. Apnenik pri Boštanju) — поселення в общині Севниця, Споднєпосавський регіон, Словенія. Висота над рівнем моря: 405,8 м.